# Il dragone vola alto
Il dragone vola alto (The Man from Hong Kong) è un film del 1975 scritto e diretto da Brian Trenchard-Smith.
È noto anche coi titoli Il drago di Hong Kong e Agguato a Hong Kong.

## Trama
L'ispettore Fang Sing Leng, del ramo speciale della RHKPF, si reca a Sydney per effettuare un'estradizione; si ritrova a dover combattere con Jack Wilton, il signore del crimine più potente della città.

## Produzione
Originariamente distribuito negli Stati Uniti come The Dragon Flies, è un film d'azione del 1975, scritto e diretto da Brian Trenchard-Smith al suo debutto come regista.
Dopo aver acquisito esperienza come montatore di trailer cinematografici e regista di documentari televisivi, Trenchard-Smith entrò in contatto con i produttori Raymond Chow e Andre Morgan, della Golden Harvest,  mentre realizzava due speciali televisivi, The World of Kung Fu (1973) e Kung Fu Killers (1974). Originariamente ideato per essere interpretato da Bruce Lee, il film è stato riscritto dopo la morte di Lee, segnando il debutto in lingua inglese di Yu; gran parte del cast e della troupe rimanenti aveva già lavorato ai documentari di Trenchard-Smith e al film Stone di Sandy Harbutt (1974). Il suo budget è stato finanziato congiuntamente da Golden Harvest, Greater Union e Australian Film Development Commission.
Il film presenta numerose scene d'azione con acrobazie elaborate e pericolose. Include una scena di combattimento tra Hung e Ward, diversi inseguimenti in auto ideati da Peter Armstrong, sequenze di deltaplano sui cieli di Hong Kong e il porto di Sydney, eseguite da Page - che ottenne per questo il riconoscimento di coordinatore degli stuntmen di Interceptor - e una battaglia culminante tra Yu e Lazenby in cui quest'ultimo viene brevemente dato alle fiamme, procurandosi delle lesioni alla mano.
È il primo film realizzato in co-produzione internazionale fra Australia e Hong Kong.

## Colonna sonora
La colonna sonora del film, comprende il brano Sky High del gruppo Jigsaw, che fu in cima alle classifiche durante la seconda metà del 1975.

## Distribuzione
In Italia fu distribuito a partire dal 10 ottobre 1975. L'anno successivo fu distribuito col titolo Il drago di Hong Kong.
Sebbene il film sia stato distribuito in una vasta gamma di mercati, realizzando notevoli guadagni, non ottenne il successo inizialmente sperato dai produttori. Riconosciuto solo successivamente, è oggi considerato un film di culto e uno dei film chiave della carriera di Trenchard-Smith.

## Edizione italiana
Nell'edizione italiana vennero apportati tre tagli:
- Alleggerimento dell'episodio dell'immersione della testa del corriere della droga nella tazza del gabinetto;
- Eliminazione della presa tentacolare nella lotta tra il sicario e il protagonista;
- Eliminazione della parte finale della scena dell'inseguimento delle due macchine là dove il protagonista assiste impassibile al bruciamento del suo antagonista.

Venne inoltre vietata la visione ai minori di 14 anni.

## Critica
(E. Rz. su Stampa Sera del 14 ottobre 1975)
(Piero Perona su La Stampa del 19 ottobre 1975)